# Актепа (футбольний клуб)

Логотип клубу в 2000—2010 роках

Футбольний клуб «Актепа» (Ташкент) або просто «Актепа» (узб. "Oqtepa" professional futbol klubi) — професійний узбецький футбольний клуб з міста Ташкент. Клуб створений в 2000 році, зараз виступає у Першій лізі Узбекистану.

## Історія
Футбольний клуб «Ак-тепа» був заснований в 2000 році Ганішером Шагулямовим. Починаючи з 2000 року, брав участь у Другій лізі Узбекистану з футболу аж до 2005 року. У 2005 році виграв Другу лігу, вийшов в перехідний турнір, який давав право грати у Першій лізі. З початку заснування до 2005 року головним тренером команди був Рустам Хамдамов.
У 2006 році «Ак-тепа» вперше дебютувала у Першій лізі, в тому сезоні командою керували відразу два тренера - Низам Нартаджиєв і Атабеков Мансуров, підсумком дебютного сезону було 11-те місце.
У сезоні 2007 головним тренером клубу став сам Атабеков Мансуров, підсумок сезону - 11-те місце. А в 2008 році команду очолив Равіль Імамов, в тому сезоні клуб посів 6-те місце в Чемпіонаті. З різних причин у 2009 році «Ак-тепа» не змогла взяти участь в Першій лізі.
У сезоні 2010 року «Ак-тепа» повернувся до Першої ліги і поставила собі високі цілі, в команду був запрошений помічник головного тренера юнацької збірної Узбекистану Олексія Євстафеєва - Олександр Мочинов, але під керівництвом Мочинова «Ак-тепа» зайняла лише 11-те місце в Першій Лізі. У 2011 році Олександр Мочинов продовжив свою роботу і в результаті команда посіла 16-те місце. Це не задовольнило керівництво клубу і Олександр Мочинов був звільнений з поста головного тренера.
У 2012 році «кермо» команди перейшло до рук Вахіда Холбоєва, але Вахід Холбоєв не зміг впевнено керувати командою і до кінця сезону команду тренував Фарход Абдурасулов. Підсумок того сезону - 8-ме місце. У сезоні 2013 року тренер клубу став колишній футболіст «Актепи» - Олександр Токов, на чолі з Токовим «Актепа» посіла в Першій лізі 10-те місце.
На початку 2014 року тренером клубу знову став Олександр Мочинов, але попрацювавши одне коло, був відправлений у відставку. До другого кола команду очолював досвідчений тренер Фуркат Есанбаєв. А з другого кола головним тренером клубу став Ільдар Сакаєв. У сезоні 2014 «Актепе» посів четверте місце в Першій лізі, це найкраще досягнення в історії клубу.

## Стадіон та база
Футбольний клуб «Актепе» проводить свої домашні матчі на стадіоні в масиві «Актепе» в Ташкенті. Розміри футбольного поля складає 105х68 метрів. До 2012 року покриття поля було природним, але з ініціативи керівництва клубу був розстелений штучний газон.

## Статистика виступів у національних турнірах
| Сезон | Див.       | Міс.  | Іг. | В  | Н | П  | ЗМ | ПМ | О  | Кубок | Найкращий бомбардир (ліги) |
| ----- | ---------- | ----- | --- | -- | - | -- | -- | -- | -- | ----- | -------------------------- |
| 2006  | Перша ліга | 11    | 38  | 14 | 6 | 18 | 57 | 63 | 48 |       |                            |
| 2007  | Перша ліга | 11-те | 38  | 19 | 8 | 11 | 67 | 59 | 65 |       |                            |
| 2008  | Перша ліга | 6     | 34  | 15 | 8 | 11 | 61 | 53 | 53 |       |                            |
| 20101 | Перша ліга | 11-те | 30  | 13 | 2 | 15 | 48 | 49 | 41 |       |                            |
| 2011  | Перша ліга | 16-те | 30  | 6  | 2 | 22 | 25 | 68 | 20 | Р32   |                            |
| 2012  | Перша ліга | 8-ме  | 30  | 15 | 0 | 15 | 67 | 62 | 45 | -     |                            |
| 20131 | Перша ліга | 10-те | 30  | 10 | 7 | 12 | 39 | 48 | 37 | -     | Маруф Акмаджонов – 16      |
| 20141 | Перша ліга | 4-те  | 30  | 17 | 4 | 7  | 70 | 41 | 61 | 1/4   | Сергій Рекун – 12          |

↑ У сезонах 2010-2014 років місце в лізі та статистика матчів вказується після завершення фінального раунду, де клуб виступав.

## Керівництво клубу
| Президент                           | Сарвар Шагулямов   |
| Віце-президент                      | Улугбек Алімов     |
| Радник президента                   | Ганішер Шагулямов  |
| Начальник клубу                     | Фарход Абдурасудов |
| Головний тренер                     | Ільдар Сакаєв      |
| Директор футбольної школи «АК-тепа» | Володимир Гаврилов |
| Головний секретар                   | Равшан Рахсієв     |
| Прес-секретар                       | Фуркатбек Нишанов  |
| Головний лікар команди              | Марат Хузияхметов  |

## Тренери
| Год              | Тренер                              |
| ---------------- | ----------------------------------- |
| 2000-2005        | Рустам Хамдамов                     |
| 2006             | Нізам Нартаджиєв та Атабек Мансуров |
| 2007             | Атабек Мансуров                     |
| 2008             | Равіль Імамов                       |
| 2010-2011        | Олександр Мочинов                   |
| 2012 (1-ше коло) | Вахід Холбоєв                       |
| 2012 (2-ге коло) | Фарход Абдурасулов                  |
| 2013             | Олександр Токов                     |
| 2014 (1-ше коло) | Олександр Мочинов                   |
| 2014 (2-ге коло) | Фуркат Есанбаєв                     |
| 2014- н.ч.       | Ільдар Сакаєв                       |

## Відомі гравці
- Авзал Азізов
- Тимур Жафаров
- Ільдар Магдеєв
- Олександр Мочинов
- Шахзод Нурматов
- Шавкат Раїмкулов
- Надир Тешабаєв
- Асілбек Аманов
- Собір Усманходжаєв